# Andreas Leonhardt
Andreas Leonhardt (* 19. April 1800 in Asch, Böhmen; † 3. Oktober 1866 in Wien) war ein österreichischer Musiker, Komponist und Kapellmeister. Er machte sich um die Reorganisation des Militärmusikwesens im Kaisertum Österreich verdient.

## Leben
Andreas Leonhardt war der Sohn eines Tuchhändlers. Nach seiner musikalischen Ausbildung in Eger trat Leonhard 1818 in die Kapelle des Infanterie-Regiments „Kaiser Alexander“ in Wien ein. In seiner Freizeit studiert er Musik. Mit dem Regiment wurde er 1820 nach Neapel versetzt. Dort nahm er nebenbei Unterricht bei Niccolò Antonio Zingarelli, dem Direktor des Konservatoriums und Kapellmeister an der Kathedrale von Neapel.
Als das Regiment nach Prag verlegt wurde, blieb er Mitglied der Regimentsmusik und studierte nebenher bei Wenzel Johann Tomaschek Komposition. Mit Erfolg bewarb er sich um die freigewordene Stelle des Regimentskapellmeisters beim k. u. k. 27. Infanterie-Regiments, das 1829 nach Bologna verlegt wurde. Mit dem 27. Infanterie-Regiment kehrte er 1835 nach Graz zurück, wo er aus der Armee ausschied und die Stelle des Direktors des Musikvereins für die Steiermark übernahm. Als ihm 1850 die  Aufgabe des k. u. k. Armee-Kapellmeisters angeboten wurde, ging er nach Wien und erwarb sich  Verdienste um die Reorganisation des k. u. k. Militärmusikwesens und der Gründung des Militärkapellmeister-Pensionsvereins. Daneben komponierte er  Werke für Sinfonieorchester bzw. Militärmusik.
Sein Sohn war Gustav von Leonhardt (1838–1891), Generalsekretär der Österreichischen Nationalbank.

## Märsche
- Alexander-Marsch, 1853, bearb. von Deisenroth u. a., Bote & Bock 1970.
- Kronprinz Rudolf–Marsch
- Prinz-Eugen-Marsch, bearb. S. Somma, Helbling 1975